# Дисконт
Диско́нт (англ. discount) — у банківській справі дисконт означає операцію купівлі банком цінних паперів за ціною, нижчою від номінальної, указаної на її лицьовому боці. Різниця між номіналом і реальною ціною купівлі становить суму дисконту. Нарахування суми дисконту здійснюється за такою формулою:
{\displaystyle \mathbf {C} ={\frac {\mathbf {K\cdot T\cdot B} }{\ 100\cdot 360}}},
| Позначення | Опис                                                         |
| ---------- | ------------------------------------------------------------ |
| С          | сума дисконту                                                |
| К          | номінальна сума облігації                                    |
| Т          | строк у днях від дня врахування до дня платежу за облігацією |
| В          | відсоткова ставка врахування облігації                       |

У бухгалтерському обліку дисконт — це різниця між номінальною вартістю ринкового інструменту та його вартістю під час первісного визнання без урахування нарахованих на час придбання процентів, якщо така вартість нижча за номінальну вартість. 